# 34-я бомбардировочная авиационная дивизия
34-я бомбардировочная авиационная Краснознамённая дивизия  (34-я бад) — соединение Военно-Воздушных сил (ВВС) Вооружённых Сил РККА бомбардировочной авиации, принимавшее участие в боевых действиях Советско-японской войны.

## История наименований дивизии
- 34-я смешанная авиационная дивизия;
- 34-я бомбардировочная авиационная дивизия;
- 34-я ближнебомбардировочная авиационная дивизия;
- 33-я бомбардировочная авиационная Краснознамённая дивизия (14.09.1945 г.).

## История и боевой путь дивизии
Дивизия сформирована как 34-я смешанная авиационная дивизия в 1940 году на основании Постановления СНК № 1344-524сс от 25 июля 1940 года, согласно которому была утверждена новая организационная структура ВВС РККА: авиационная дивизия формировалась в составе управления дивизии и 4 — 5 авиационных полков; авиационный полк формировался в составе 4 — 5 авиационных эскадрилий; авиационная эскадрилья формировалась в составе 4 — 5 авиазвеньев; авиационное звено формировалось в составе 3 самолётов.
После своего формирования дивизия входила в состав Военно-воздушных сил 1-й Краснознамённой армии Дальневосточного фронта с 15 сентября 1940 года. Состав дивизии:
- 36-й бомбардировочный авиационный полк. Находился в составе дивизии с 15 сентября 1940 года. 15 августа 1942 года был передан в состав 34-й бомбардировочной авиационной дивизии.
- 57-й скоростной бомбардировочный авиационный полк с 15 сентября 1940 года. В августе 1941 года убыл в состав 10 й смешанной авиационной дивизии.
- 59-й ближнебомбардировочный авиационный полк с 15 сентября 1940 года. 15 августа 1942 года вошёл в состав 34-й бомбардировочной авиационной дивизии.
- 917-й истребительный авиационный полк сформирован 25 июля 1942 года в дивизии на аэродроме Чернышевка Яковлевского района Уссурийской области за счёт личного состава и матчасти частей ВВС Дальневосточного фронта на самолётах И-16 (тип 5 и 10). 15 августа 1942 года вошёл в состав 34-й бомбардировочной авиационной дивизии. 25 сентября 1942 года передан в состав 250-й истребительной авиационной дивизии 9-й воздушной армии Дальневосточного фронта с перебазированием на аэродром Березовка[1].

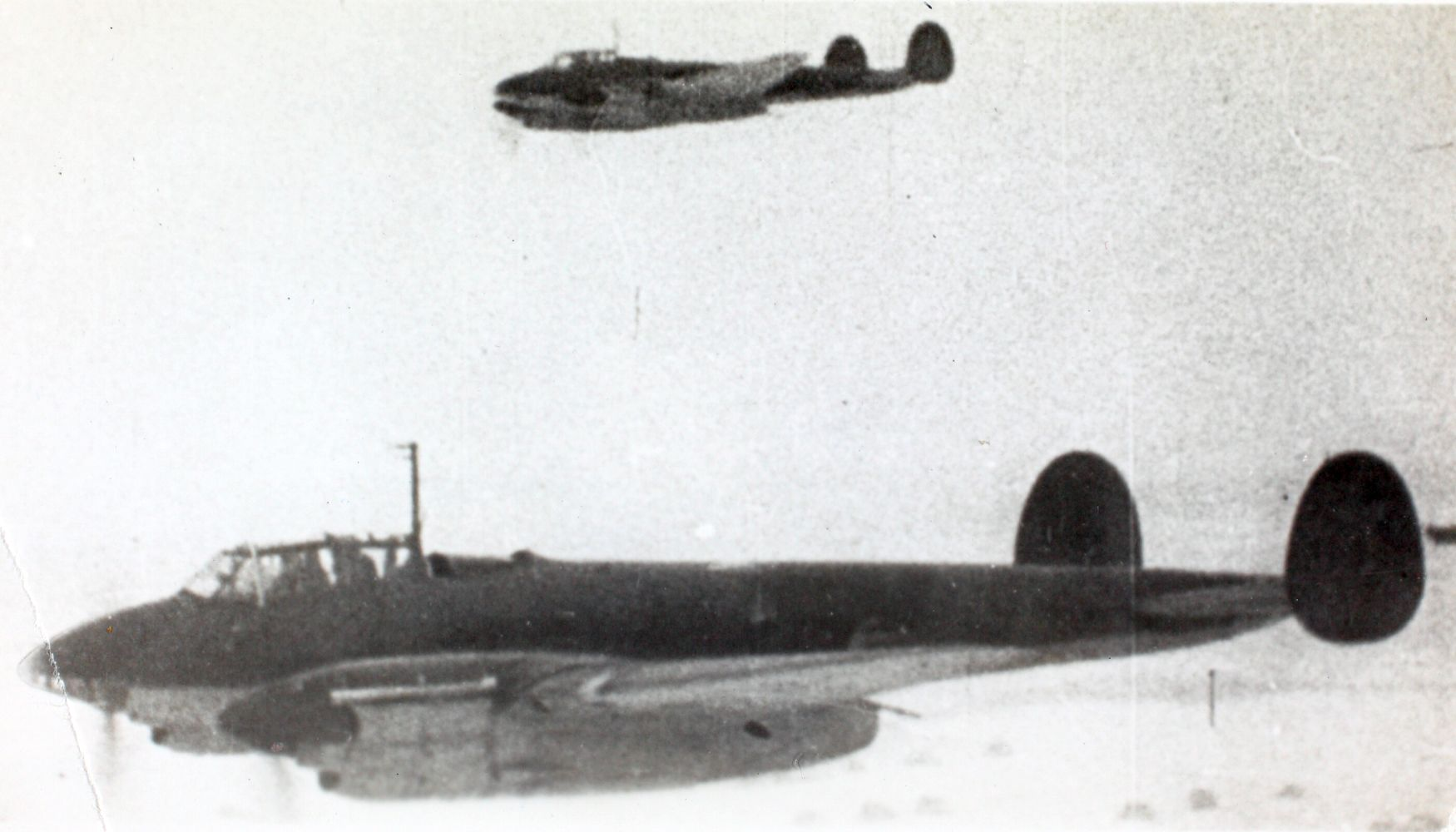
Самолёт Пе-2 в полёте. Такими самолётами была вооружена дивизия на период войны с Японией.

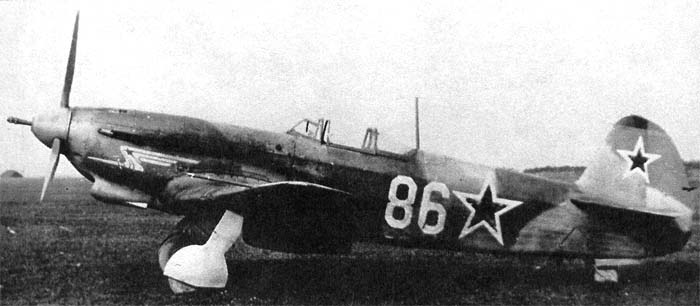
Самолёт Як-9. Такими самолётами был вооружён полк истребительного прикрытия дивизия на период войны с Японией.

15 августа 1942 года дивизия была переименована в бомбардировочную дивизию и имела в своём составе:
- 36-й бомбардировочный авиационный полк;
- 59-й ближнебомбардировочный авиационный полк;
- 538-й скоростной бомбардировочный авиационный полк.

7 августа 1944 года в состав дивизии вошёл 531-й истребительный авиационный полк на самолётах И-16 (тип 24). В период с 25 января по 22 марта 1945 года полк перевооружён на истребители Як-9М. 20 апреля 1945 года полк переформирован по штату 015/364 и на 8 августа 1945 года имел в боевом составе 53 самолёта Як-9М и оперативно подчинён (на время ведения боевых действий) штабу 250-й истребительной авиационной дивизии 9-й воздушной армии 1-го Дальневосточного фронта. За период боевых действий полк выполнил 220 боевых вылетов, встреч с самолётами противника и воздушных боёв не было, свои потери (боевые) составили 1 самолётов.
Весной 1945 года дивизии передан 361-й истребительный авиационный полк на самолётах Як-9. Перед началом войны 8 августа полк имел в боевом составе 40 самолётов Як-9 и был вновь передан в состав 250-й истребительной авиационной дивизии 9-й воздушной армии 1-го Дальневосточного фронта.
С началом Советско-японской войны дивизия в составе 9-й воздушной армии 1-го Дальневосточного фронта приняла участие в Харбино-Гиринской наступательной операция с 9 августа 1945 года по 2 сентября 1945 года составом четырёх полков:
- 36-й бомбардировочный авиационный полк (самолёты Пе-2, аэродром Сысоевка)[3];
- 59-й бомбардировочный авиационный полк (самолёты Пе-2, аэродром Кокшаровка)[3];
- 538-й бомбардировочный авиационный полк (самолёты Пе-2, аэродром Сысоевка)[3];
- 531-й истребительный авиационный полк (Як-9М, аэродром Сысоевка)[3].

Боевые действия дивизия начала бомбовыми ударами по военным объектам в районах городов Чанчунь и Харбин, осуществляла авиационную поддержку 1-й Краснознамённой и 5-й армий при прорыве обороны противника и развитии наступления в его оперативной глубине. Дивизия бомбовыми ударами содействовала войскам в овладении Хитоуским и Дуннинским укреплёнными районами, в разгроме муданьцзянской группировки противника.
За период боевых действий дивизия выполнила 372 боевых вылета на бомбардировку объектов живой силы и техники противника, при этом уничтожено: 21 автомашина, 10 точек зенитной артиллерии противника, повреждён железнодорожный путь, много складов и других объектов противника в городах Муданьцзян и Хутоу. Своих потерь дивизия не имела.
После войны дивизия базировалась на своих аэродромах. В 1957 году в связи с переоформированием авиационной группировки Дальневосточного военного округа дивизия расформирована.

### В действующей армии
В составе действующей армии:
- с 9 августа 1945 года по 3 сентября 1945 года.

## Командир дивизии
| Звание                                        | Имя                            | Период                                       | Примечание                               |
| --------------------------------------------- | ------------------------------ | -------------------------------------------- | ---------------------------------------- |
| Полковник                                     | Баранчук Константин Гаврилович | с 15 сентября 1940 года по 15 июня 1941 года |                                          |
| Полковник                                     | Калинушкин Михаил Николаевич   | с 16 июня 1941 года по 15 марта 1942 года    | назначен на должность командира 33-й бад |
| Подполковник, полковник (с 10 июня 1942 года) | Михайлов Константин Алексеевич | с 16 марта 1942 года по июль 1945 года       |                                          |
| Полковник                                     | Калинушкин Михаил Николаевич   | с июля 1945 года по декабрь 1946 года        |                                          |

## В составе объединений
| Дата          | Фронт (округ)                                   | Армия                     | Корпус                        | Примечания     |
| ------------- | ----------------------------------------------- | ------------------------- | ----------------------------- | -------------- |
| 05.11.1940 г. | Дальневосточный фронт                           | 1-я Краснознамённая армия | ВВС 1-й Краснознамённой армии | -              |
| 22.06.1941 г. | Дальневосточный фронт                           | 1-я Краснознамённая армия | ВВС 1-й Краснознамённой армии | -              |
| 15.08.1942 г. | Дальневосточный фронт                           | 9-я воздушная армия       |                               | -              |
| 01.07.1945 г. | Приморская группа войск Дальневосточного фронта | 9-я воздушная армия       |                               | -              |
| 05.08.1945 г. | 1-й Дальневосточный фронт                       | 9-я воздушная армия       |                               | -              |
| 03.09.1945 г. | 1-й Дальневосточный фронт                       | 9-я воздушная армия       |                               | -              |
| 01.10.1945 г. | Приморский военный округ                        | 9-я воздушная армия       |                               | -              |
| 20.02.1949 г. | Приморский военный округ                        | 54-я воздушная армия      |                               | -              |
| 01.06.1953 г. | Дальневосточный военный округ                   | 54-я воздушная армия      |                               | -              |
| 01.04.1957 г. | Дальневосточный военный округ                   | 54-я воздушная армия      |                               | расформирована |

## Состав дивизии
На 22 июня 1941 года
Управление — Сысоевка
48-й истребительный авиационный полк — аэродром Уссури (Лесозаводск)
53-й истребительный авиационный полк — Н. Сысоевка
57-й скоростной бомбардировочный авиационный полк — Чернышевка
59-й скоростной бомбардировочный авиационный полк — Варфоломеевка

За весь период своего существования боевой состав дивизии претерпевал изменения:
| Период                  | Наименование                                       | Вооружение                            |
| ----------------------- | -------------------------------------------------- | ------------------------------------- |
| 15.09.1940 — 1957       | 36-й бомбардировочный авиационный полк             | Пе-2, послевоенная судьба не известна |
| 15.09.1940 — 08.1941    | 57-й скоростной бомбардировочный авиационный полк  | Пе-2, убыл в состав 10 й сад          |
| 15.09.1940 — 1957       | 59-й ближнебомбардировочный авиационный полк       | Пе-2, послевоенная судьба не известна |
| 25.07.1942 — 25.09.1942 | 917-й истребительный авиационный полк              | И-16, передан в состав 250-й иад      |
| 15.08.1942 — 1957       | 538-й скоростной бомбардировочный авиационный полк | Пе-2, послевоенная судьба не известна |
| 07.08.1944 — 1946       | 531-й истребительный авиационный полк              | Як-9, передан в состав 249-й иад      |
| 03.1945 — 08.08.1945    | 361-й истребительный авиационный полк              | Як-9, передан в состав 250-й иад      |

## Участие в операциях и битвах
- Харбино-Гиринская наступательная операция — с 9 августа 1945 года по 2 сентября 1945 года.

### Боевой состав на 3 сентября 1945 года
| Наименование                            | Вооружение, Базирование |
| --------------------------------------- | ----------------------- |
| 36-й бомбардировочный авиационный полк  | Пе-2                    |
| 59-й бомбардировочный авиационный полк  | Пе-2                    |
| 538-й бомбардировочный авиационный полк | Пе-2                    |

## Награды
34-я бомбардировочная авиационная дивизия Приказом Народного комиссара обороны СССР № 0165 от 28 сентября на основании Указа Президиума Верховного Совета СССР от 19 сентября 1945 года за образцовое выполнение заданий командования в боях против японских войск на Дальнем Востоке при форсировании реки Уссури, прорыве Хутоуского, Мишанського, Пограничненского и Дунненского укреплённых районов, овладении городами Мишань, Гирин, Яньцзи, Харбин и проявленные при этом доблесть и мужество награждена орденом «Красного Знамени».

## Благодарности Верховного Главнокомандующего
Дивизии за овладение всей Маньчжурией, Южным Сахалином и островами Сюмусю и Парамушир из группы Курильских островов, главным городом Маньчжурии Чанчунь и городами Мукден, Цицикар, Жэхэ, Дайрэн, Порт-Артур объявлена благодарность.